# Nagyajtai unitárius templom
A nagyajtai unitárius templom a falu déli részében, egy magaslaton látható. A község közösségi építkezéseinek legrégibb, legjelentősebb műemléke egy szabálytalan alakú, magas várfallal övezett udvar közepén áll.

## A templom története
A települést először az 1332-es pápai tizedjegyzékben Ahach néven említették. 1459-ben Magaytha néven szerepelt a korabeli dokumentumokban. Az 1567-es regesztrumban 61 kapuval jegyezték be. Nagyajta első templomának építési ideje a 13-14. századra tehető. Az épület szentélyét a 15. század folyamán lebontották, és helyébe a ma is meglévő hajóval egyforma szélességű, csúcsíves szentélyt építették. Az enyhén csúcsíves diadalív valószínűleg 1512-ben készült, ezt az évszámot az 1956. évi javítás alkalmával tárták fel. 1710-ben készült a templom reneszánsz kőszószéke, amely régiségét tekintve Erdély hatodik faragott szószéke. Az 1802. évi földrengéskor a 15-16. század fordulójáról származó harang- és védelmi torony megrongálódott, a hajó kőbordái meglazultak és életveszélyessé váltak. A javítások alkalmával a dongaboltozatot egyszerű vakolattal alakították ki, a tornyot egy emelettel alacsonyabbra építették, de az 1838-as és az 1977. évi földrengések újra megrongálták. A hajó nyugati végében, a szentély nagyobbításának idején egy faragott kőkarzat volt, amely az 1802-es földrengéskor megsemmisült, amikor a torony és a harangok rázuhantak. A karzat faragott köveit beépítették az új torony falaiba, helyébe deszkából 1806-ban újat készítettek, s ezt cserefa oszlop tartja. Az egyházközség első orgonáját feltehetően 1845-ben készítette Eindreas Eitel orgonaépítő, amelyet később a Fogarasi Unitárius Egyházközségnek adományoztak. A templom faragott kőrámájú, csúcsíves ablakai a szentély építésének idejében készültek, amelyekről Orbán Balázs is említést tett 1864-ben. A templomot többször is sújtó földrengés 1879-ben szükségessé tette az összetöredezett kő ablakkeretek, és a hiányos ólomkarikák helyettesítését búzakalász formájú, egyszerű deszkarámájú ablakokkal. A keleti falon megmaradt egy befalazott ablak, amely töredezettségében is mutatja eredeti szépségét. Az 1970-es években a szentélyrész északi falán kibontottak egy homokkőből faragott, gazdagon tagozott, szemöldökgyámos, késő gótikus sekrestyeajtó keretet. A templom 2022-ben volt felújítva.

## A templom leírása

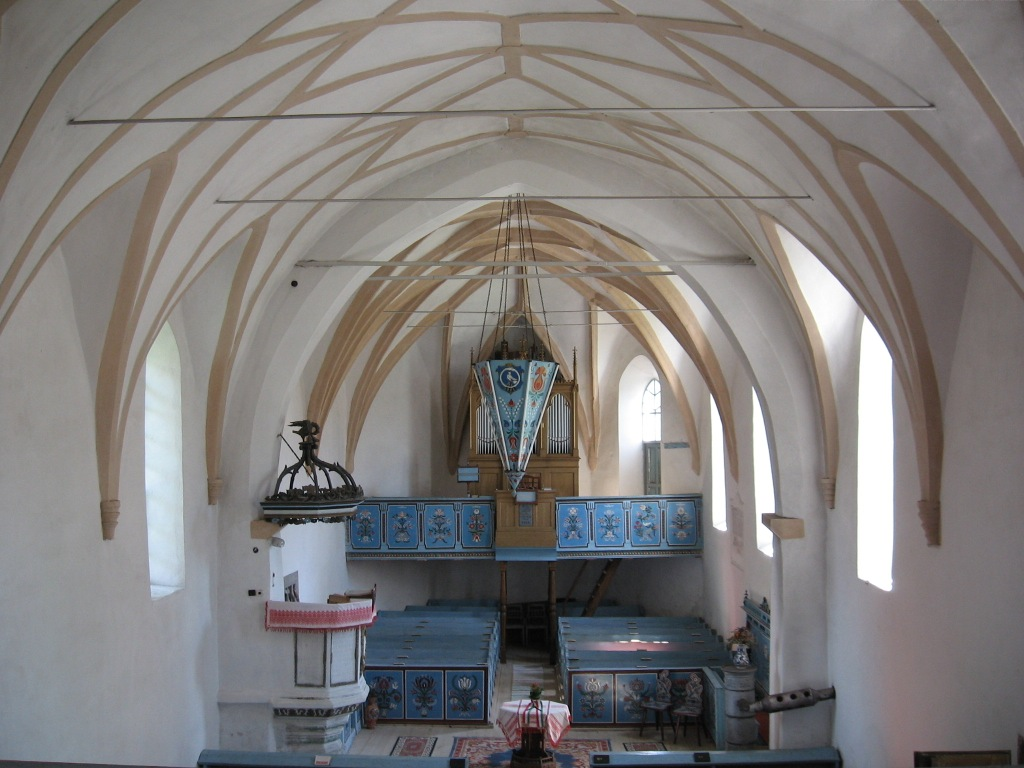
Templombelső

A szabálytalan alakú, magas várfallal övezett udvar közepén áll a 15. századi késő gótikus templom. A műemlék épület középkori jellegét az aránylag hosszú, poligon záródású szentélye, valamint a dongával boltozott mennyezete őrzi, amely kettősen hornyolt terrakotta bordákból áll. A bordák hálózata a boltozat gerincén lévő négy kör alakú, egyszerű díszítésű boltzárókövekből indul ki és a mennyezetet átszőve az oldalfalakba beépített címerpajzshoz hasonló tartófejeknél végződik. A szentély délkeleti oldalfalán magas, keskeny csúcsíves ablakok nyílnak, északi oldalán teljes épségben egy késő gótikus sekrestyeajtó kerete látható. A szentélyt az átépített hajótól egyszerű vállkövekből kiinduló, enyhén tört diadalív választja el. Az eredeti hajó csúcsívessé alakításának egyik bizonyítéka a gótikát jellemző külső támpillérek építése. Míg a szentélynél ezek szervesen egybeépültek a falakkal, addig a hajónál az utólagos hozzáépítés miatt a támpillérek sokszor elváltak, javításra szorultak. Az északi falhoz illesztve egy kehely alakú, homokkőből faragott, feljáróval ellátott késő reneszánsz kőszószék látható. Címerpajzsán a fiait begyéből etető madár motívuma figyelhető meg a következő felirattal: "Dónáth György költsége kinek ez cimere 1710-be ez oltárt emelte". Az oldalpajzsokon bibliai idézetek olvashatók.

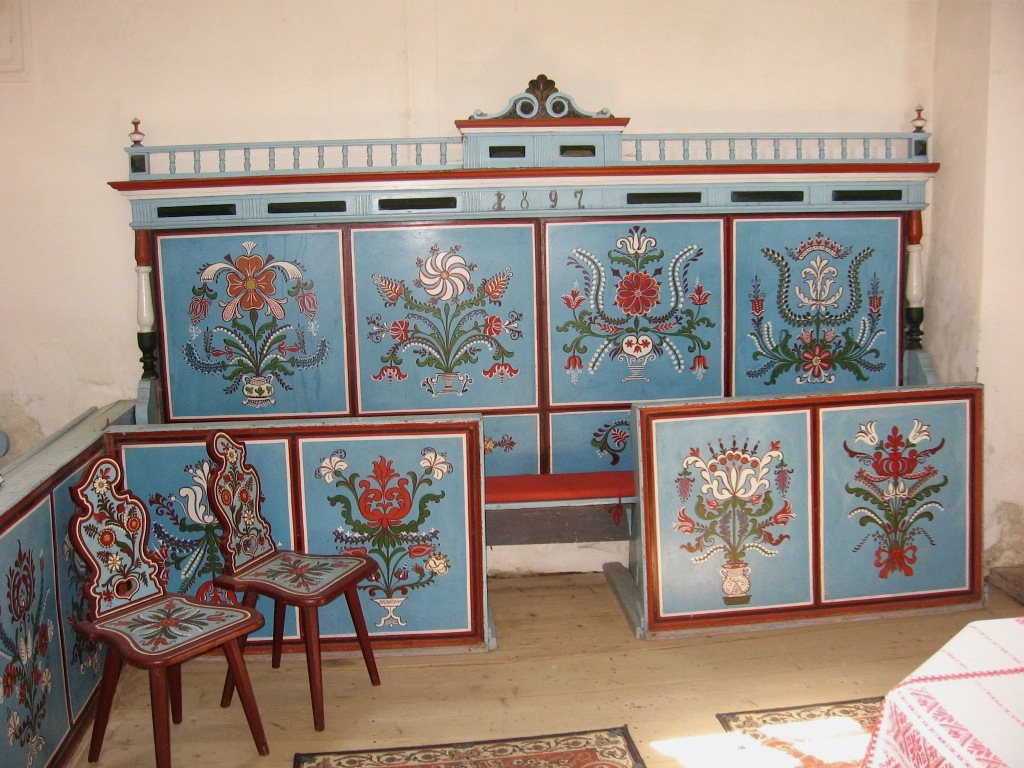
Vargyasi festett kazetták és székek

A karzatmellvéden és a padokon festett kazetták láthatók, amelyeket a vargyasi székely népművész Sütő Béla készített 1969-ben. A mester az egyházközség részére egy emberpárt ábrázoló eskető székpárt is adományozott. A templomban látható egy festett, égetett agyag úrasztali váza, amely a kopjafával övezett, csillagösvényen vágtató Csaba királyfit ábrázolja. A váza másik oldalán az unitárius címer látható. A volt szentélyrész keleti végében felépített karzaton található orgonát Rieger Ottó budapesti orgonaépítő mester készített 1912-ben. A hangszer egy szép kivitelezésű neobarokk szekrényben látható, amely napjainkig megőrizte eredeti formáját, faragott részei aranyozottak, illetve égővörössel festettek. A szászföldi vártemplomok mintájára a templom padlásterén a középkorban védelmi körfolyosót képeztek ki és a koronázó párkányon nyílkilövő lőréseket vágtak, amelyek részben befalazva ma is megtekinthetők. A harangtorony, amely a múlt század elején nyerte el mai formáját, 6 méter magasságig középkori eredetű. Emeleti falainak vastagsága 1,20 méter, a legfelső emelet mindenik oldalán félköríves záródású hangablakok nyílnak.

## A templom várfala

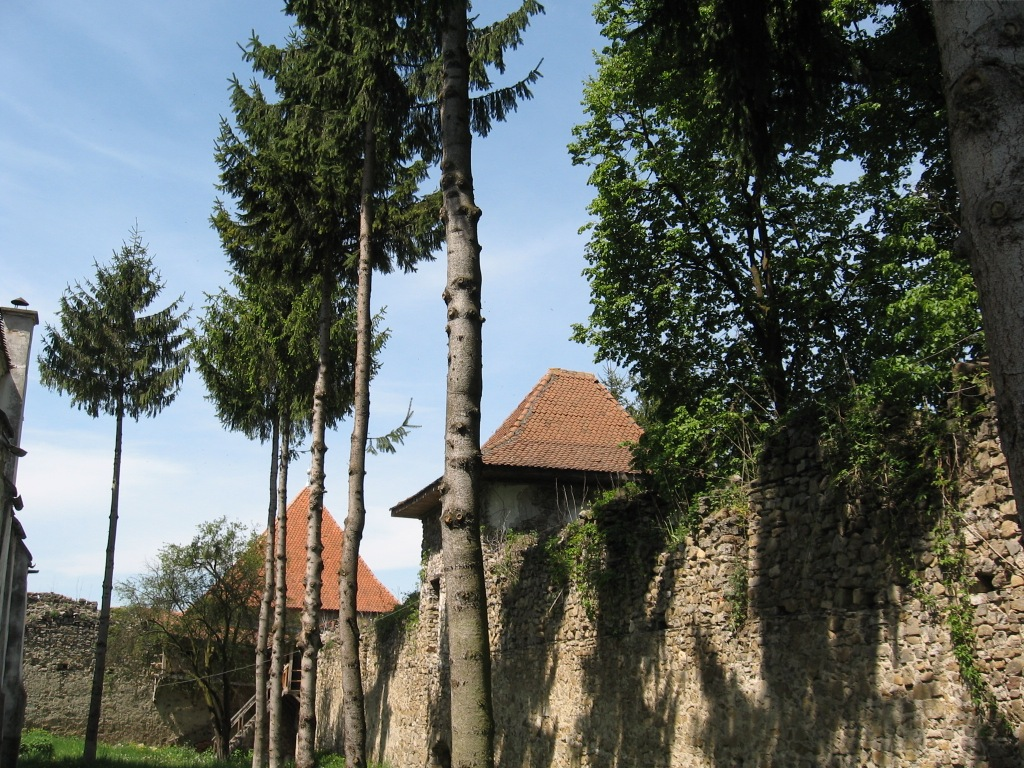
Várfal

A műemléktemplomot reneszánsz hatású, szabálytalan négyszög alaprajzú várfal övezi. A védőfalat valószínűleg a 16. század második felében kezdték építeni, és a 17. század első felében fejezték be. A terméskőből készült falak magassága 5 méter. Egykor a sarkakon, illetve a keleti fal közepén kapurések voltak. Később az északnyugati, a délkeleti sarokra, valamint a védő- és az északi fal közepére háromszintes, ék alakú, olasz reneszánsz kapubástyát építettek. A keleti oldalon elfalazott ajtó szemöldökgerendáján egy korabeli véset olvasható, amely a bástyák építésének befejezési időszakára utal: "ANO 1622 IOAN: PA: ET LUCAS B".
Mivel Erdély területén az olaszbástyás kastélyok kialakulása az 1615-1630 közötti időszakra tehető így valószínű, hogy a bástyák Bethlen Gábor uralkodása alatt épültek. Szintén a fejedelem uralkodása alatt egészítették ki a falak tetejét fogas pártázattal, amelynek vízelvezető szerepe is volt, ugyanakkor a falakon lappancsos lőréseket képeztek ki. A várfalakat nagyméretű védősánc övezi, amely a vártemplomot körülvevő temetőhöz tartozik. Orbán Balázs A Székelyföld leírása c. könyvében a kapubástya előtti védőtoronyról a „barbakántról” tett említést, amely napjainkban már nem látható.